# Titus Clodius Saturninus Fidus

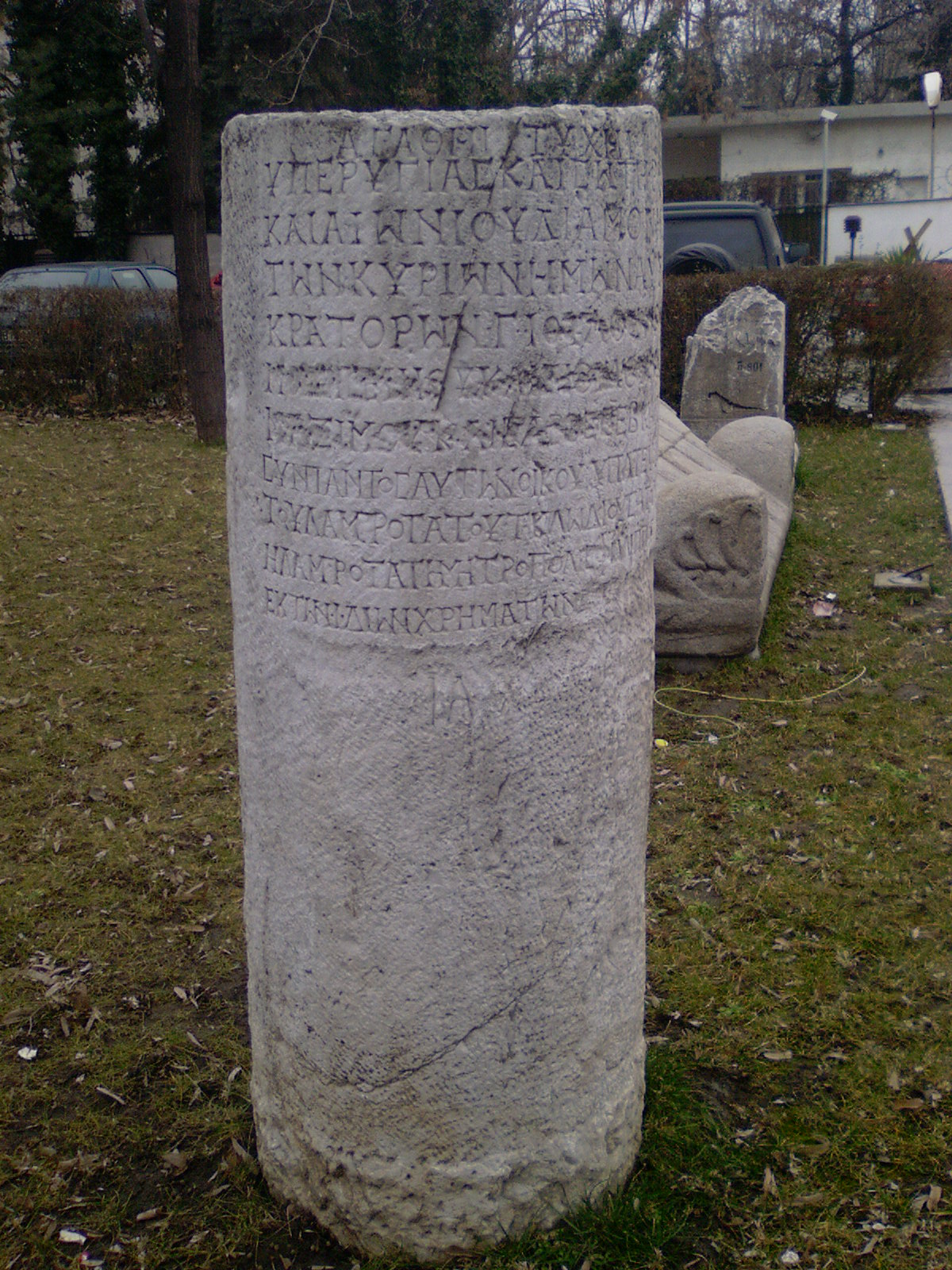
Einer der römischen Meilensteine, durch die Fidus belegt ist

Titus Clodius Saturninus Fidus war ein im 3. Jahrhundert n. Chr. lebender römischer Politiker.
Durch Inschriften in griechischer Sprache auf drei römischen Meilensteinen ist belegt, dass Fidus im Jahr 236 Statthalter in der Provinz Thracia war; möglicherweise amtierte er als Statthalter bis 238 in der Provinz. Vermutlich gegen Ende seiner Amtszeit wurde er Suffektkonsul in absentia.
Durch eine Inschrift, die in Porsuk gefunden wurde und die auf 239/241 datiert ist, ist belegt, dass Fidus Statthalter (Legatus Augusti pro praetore) der Provinz Cappadocia war; er amtierte vermutlich von 240/241 bis 242/243 in der Provinz.
Seine weitere Laufbahn ist unbekannt. Möglicherweise sind ihm zwei weitere Inschriften zuzuordnen.